# Moby Dick and Mighty Mightor
Moby Dick and Migthy Migthor (conocido en Latinoamérica como Moby Dick y el Migthy Migthor) es un tándem de series de animación de acción y aventuras, emitido dentro del programa infantil de la emisora Estadounidense CBS, titulado Saturday Mornings TV, a partir del 9 de septiembre de 1967. 
Consta de dos series de segmentos: Moby Dick y Mighty Mightor. La primera trata sobre las aventuras submarinas que viven unos muchachos ayudados por una ballena blanca llamada Moby Dick, y la segunda se centra en un superhéroe prehistórico.
Aunque el programa lleva el nombre del segmento de Moby Dick al principio, este tenía solo un corto episodio en la media hora de duración de todo el programa, colocado entre dos episodios de Mighty Mightor.

## Argumento

### Mighty Mightor
Los segmentos de Mighty Mightor relatan las aventuras del joven cavernícola Tor', quien, tras salvar la vida de un anciano, es poseedor de un mazo mágico, el cual, al levantarlo, transforma a Tor en el poderoso Mightor, poseedor de super fuerza y capaz de volar, y su dinosaurio mascota Tog, que se transforma en un dragón escupe-fuego. Juntos se convierten en "superhéroes" de su aldea, ayudados por sus amigos Sheera (enamorada de Mightor) y el pequeño Little Rock y su dodo mascota, Ork (quienes sueñan con convertirse en ayudantes de Mightor).

### Moby Dick
En estos segmentos, se cuenta la historia de Tom y Tub, dos niños huérfanos que tras un naufragio, son rescatados por la gran ballena blanca, Moby Dick (sin relación aparente con el personaje de Herman Melville). Tras este rescate, Tom, Tub, Moby Dick y la foca Scooby viven aventuras librando los peligros del mundo submarino.

## Reparto
- Paul Stewart: Mightor
- Bobby Diamond: Tor
- Patsy Garrett: Sheera
- John Stephenson: Pondo / Tog / Ork / Bollo
- Barry Balkin: Tub
- Bobby Resnick: Tom
- Don Messick: Moby / Scooby

## Episodios
Se produjeron 18 episodios, cada uno con 3 segmentos. Los segmentos de Mighty Mightor abrían y cerraban cada emisión, mientras que los de Moby Dick se presentaban entre los 2 segmentos de Mighty Mightor. Es decir, en cada episodio se presentaban 2 segmentos Mighty Mightor y 1 de Moby Dick, dando un total de 32 segmentos de Mighty Mightor y 18 de Moby Dick.
| N.º | Títulos                                                                                    | Fecha de emisión         |
| --- | ------------------------------------------------------------------------------------------ | ------------------------ |
| 1   | "The Monster Keeper" / "The Sinister Sea Saucer" / "The Tiger Men"                         | 9 de septiembre de 1967  |
| 2   | "The Serpent Queen" / "The Electrofying Shoctopus" / "The Bird People"                     | 16 de septiembre de 1967 |
| 3   | "The Giant Hunters" / "The Crab Creatures" / "Mightor Meets Tyrannor"                      | 23 de septiembre de 1967 |
| 4   | "Brutor, the Barbarian" / "The Sea Monster" / "Return of Korg"                             | 30 de septiembre de 1967 |
| 5   | "Kragor and the Cavern Creatures" / "The Undersea World" / "The Tusk People"               | 7 de octubre de 1967     |
| 6   | "The People Keepers" / "The Aqua-Bats" / "The Snow Trapper"                                | 14 de octubre de 1967    |
| 7   | "The Vulture Men" / "The Iceburg Monster" / "The Tree Pygmies"                             | 21 de octubre de 1967    |
| 8   | "The Stone Men" / "The Shark Men" / "Charr and the Fire People"                            | 28 de octubre de 1967    |
| 9   | "Cult of Cavebearers" / "The Saucers Shells" / "Vampire Island"                            | 4 de noviembre de 1967   |
| 10  | "Revenge of the Serpent Queen" / "Moraya, the Eel Queen" / "Attack of the Ice Creatures"   | 11 de noviembre de 1967  |
| 11  | "The Scorpion Men" / "Toadus, Ruler of the Dead Ships" / "Rok and His Gang"                | 18 de noviembre de 1967  |
| 12  | "A Big Day for Little Rok" / "The Cereb-Men" / "The Sea Slavers"                           | 25 de noviembre de 1967  |
| 13  | "Tribe of the Witchmen" / "The Vortex Trap" / "The Plant People"                           | 2 de diciembre de 1967   |
| 14  | "The Return of the Vulture Men" / "The Sand Creatures" / "Battle of the Mountain Monsters" | 9 de diciembre de 1967   |
| 15  | "Vengeance of the Storm King" / "The Sea Ark" / "The Mightiest Warrior"                    | 16 de diciembre de 1967  |
| 16  | "Rok to the Rescue" / "The Shimmering Screen" / "Dinosaur Island"                          | 23 de diciembre de 1967  |
| 17  | "The Missing Village" / "Soodak the Invader" / "The Greatest Escape"                       | 30 de diciembre de 1967  |
| 18  | "The Battle of the Mightors" / "The Iguana Men" / "Rok and the Golden Rok"                 | 6 de enero de 1968       |

## Otras apariciones

### TV
- La saga del Consejo de la Muerte en los dos últimos episodios de El Fantasma del Espacio y que presentan un "crossover" con varias series de acción de Hanna-Barbera de aquella época, se presentan dos episodios en los que aparecen tanto Moby Dick como Mighty Mightor en los que ayudan a El Fantasma del Espacio. Mightor aparece en la parte dos de la saga (Clutches of Creature King) y Moby Dick en la parte tres (The Deadly Trap).
- En la serie paródica, Harvey Birdman: Attorney at Law, Mightor aparece como el juez Hiram Mightor en la mayoría de los episodios.

### Cómics
Estos cómics Fueron publicados por la empresa Gold Key, desde abril de 1968 hasta octubre de 1969, en formato de libros de historietas. La colección recibió el título: "Superhéroes de la TV de Hanna-Barbera" (Hanna-Barbera TV super heroes en inglés). A continuación se listan los cómics de dichos personajes, con sus nombres en inglés y en español y una sinopsis de cada uno de ellos:
1. Moby Dick:[1]
  1. Peligro en las profundidades (Danger in the Deep): Repentinamente, Moby Dick llega y ataca la ciudad submarina donde viven Tom y Tub. La patrulla de las profundidades quiere destruir a Moby Dick por considerarla violenta y peligrosa, pero Tom y Tub saben que esto no es así y piden tiempo para investigar. Posteriormente, son capturados por el profesor Scale que quiere conquistar la ciudad submarina. Scooby encuentra al verdadero Moby Dick, que ataca y derrota al Moby Dick robot del profesor Scale.
  2. (No hay título para esta historia): Moby Dick defiende a sus amigos del ataque de Mazu, la ballena asesina.
  3. La invasión submarina (Undersea Invasion): Las criaturas almeja hacen prisioneros a Tom y Tub, y les dicen que desde ahora los van a ayudar en la invasión de su ciudad submarina. Sin embargo, Moby Dick aparece y derrota a las criaturas.
  4. El atenazado demonio del mar (The Pincered Sea Demon): Tub es expuesto a peligrosos muta-rayos después de que un experimento de laboratorio sale mal. Un cangrejo que se encuentra cerca también es afectado, y crece a un tamaño gigantesco. Moby Dick lucha contra él, y al atacar el punto débil del cangrejo, este vuelve a su tamaño normal.
  5. La bestia de levadura (The Yeast Beast): Tom y Tub investigan por qué el océano está subiendo. Entonces encuentran una gran bestia hecha de levadura con un pulpo inteligente en su interior. Moby Dick ataca a la bestia de levadura y la destruye.
  6. La criatura submarina (Creature from Below): Tom, Tub y Moby Dick observan cómo un monstruo gigante del mar se traga un barco. Entonces persiguen a la criatura, hasta que Tom y Scooby son tragados por el monstruo marino, que es en realidad un submarino gigante. Moby Dick ataca el submarino, pero es rechazado por una carga eléctrica. Tom encuentra la manera de apagar el poder del submarino, y Moby Dick hace que el submarino suba a la superficie. Luego llaman a la Patrulla de las profundidades, que arresta a los hombres pez del submarino, que son realmente seres humanos dirigidos por el profesor Zarkon que tenía planes de saquear los barcos que capturaba con ese submarino.
  7. Los piratas submarinos (The Submarine Pirates): Tom y Tub descubren un grupo de piratas submarinos que van a robar jemas y joyas de los habitantes de la Isla de Crystora. Tom, Tub, Moby Dick y Scooby se apresuran a advertir al Jefe Attuli sobre esto. Ellos cierran la entrada de la caverna, pero atrapan a Moby Dick por accidente. Los piratas aterrizan y la onda expansiva abre un agujero en la caverna. Moby Dick se escapa y derrota a los piratas submarinos.
2. Mighty Mightor:[2]
  1. Mighty Mightor contra el rey vampiro (The Mighty Mightor battles the Vampire King): Tor y Tog están compitiendo con Sheera, Lil Rock y Ork en balsas por el río Potamus. Pero quedan atrapados en los rápidos que los llevan a la tierra de los hombres vampiro. Sheera y Lil Rock son capturados. Mightor y Tog aparecen y derrotan a Katal el médico brujo y rescatan a Sheera y Lil Rock.
  2. Cuidado con Skullarva (Beware Skullarva): Mighty Mightor debe luchar para salvar a su pueblo de una oruga gigante enviada por Hoagi, el brujo.
  3. El complot del gaitero (The Piper's Plot): Un villano conocido como "El gaitero" envía a un monstruo a la aldea de Tor con la esperanza de robar el mazo de energía de Mightor. Sin embargo, Tor se da cuenta a tiempo y, transformándose en Mightor, derrota al monstruo y posteriormente al gaitero.
  4. La amenaza múltiple (Multiplying Menace)
  5. El ídolo del terror (Idol of Fear): Korga, de los habitantes de la cueva, planea hacer que el ídolo Dakaa vuelva a la vida, colocando a Mightor dentro de él. Sheera y Lil Rok son capturados por los habitantes de las cavernas, pero Mightor los rescata y destruye el ídolo Dakaa.
  6. La furia de Tazarr (Wrath of Tazarr): Una enorme figura de piedra desciende en el pueblo de Mightor. De pronto se oye una voz que viene del templo diciendo: "Yo soy Tazaar, todos han de hacer mi voluntad". Entonces, una especie de ondas de control mental empiezan a salir de la estatua de piedra, y hacen que los aldeanos entren en la figura. Mightor destruye la estatua de piedra y rescata a los aldeanos.,

## Créditos de producción
- Producción y dirección: William Hanna y Joseph Barbera
- Director de animación: Charles A. Nichols.
- Director musical: Ted Nichols.
- Compositor musical: Hoyt S. Curtin
- Supervisor de producción: Howard Hanson.
- Asistente de Supervisor de producción: Víctor O. Schipek.
- Creación y diseño de personajes: Alex Toth
- Diseño: Jerry Eisenberg, Nanagawa Steve, Phil Lewis, Iwao Takamoto, Ito Willie, Lou Apner.
- Fondos: Robert Gentle, Roland Oliva, Ron Dias.
- Cámara: Clarence Wogatzke, Roger Sims, Chuck Flekal, George Epperson.
- Productor asociado: Art Scott.
- Escritores: David Scott y Ed Brandt.
- Animación: George Goepper, George Rowley, Don Patterson, Irv Spence, Sam Jaimes, George Kreisl, Jerry Hathcock, Ed Barge, Dick Lundy, Ken Muse, Dennis Sill, Ron Campbell.
- Supervisor técnico: Frank Pakier.
- Supervisor de edición visual: Warner Leighton.
- Edición: Donald Douglass, Pat Foley, Gregory W. Watson Jr.
- Dirección de sonido: Richard Olson, Bill Getty.